# Улица Пирогова (Чернигов)
Улица Пирогова (укр. Вулиця Пирогова) — улица в Новозаводском районе города Чернигова. Пролегает от проспекта Мира до улицы Старобелоусская.  
Примыкает улица Любечская.

## История
Надеждинская улица проложена в конце 19 века и была застроена индивидуальными домами. 
После Великой Отечественной войны здесь были возведены несколько 5-этажных домов, станция переливания крови (дом № 13), 4-этажный родильный дом (позже был передан под женскую консультацию), 6-этажная детская больница (дом № 16) с поликлиникой (дом № 15) и 9-этажный корпус городской больницы (дом № 7).
В 1960 году улица получила современное название — в честь хирурга, доктора медицины, члена-корреспондента Петербургской академии наук Николая Ивановича Пирогова.

## Застройка
Улица пролегает в юго-западном направлении. 
Начало улицы (до примыкания Любечской улицы) занято территорией медицинских учреждений, многоэтажной жилой (5-этажные дома) и усадебной (6 домов возле проспекта Мира) застройкой. Конец улицы занят преимущественно усадебной и частично многоэтажной жилой (два 5-этажных дома) застройкой.  
Учреждения:
1. дом № 4/44 — Инфекционное отделение Черниговской областной больницы
2. дом № 7 — Черниговская городская больница № 1
3. дом № 8/44 — Палатный корпус (кардиология, гастроэнтерология, эндокринология, пульмонология)
4. дом № 13 — Станция переливания крови
5. дом № 15 — Поликлиническое отделение Черниговской областной детской больницы
6. дом № 16 — Черниговская областная детская больница
7. дом № 17 — детсад № 68